# Eartha Kitt
Eartha Mae Kitt (North, Južna Karolina, 17. siječnja 1927. – New York, New York, 25. prosinca 2008.), američka glumica, pjevačica i zvijezda kabareta. 
Veliku slavu je stekla kada je 1953. godine otpjevala poznatu božićnu pjesmu "Santa Baby". Orson Welles ju je jednom prilikom nazvao "najuzbudljivijom ženom na svijetu". Bila je preuzela ulogu Žene mačke u trećoj sezoni TV serije Batman, tako što je zamijenila Julie Newmar, koja je bila nedostupna u posljednjoj sezoni.